# Zūrjīn
Zūrjīn (persiska: زَرچين, زُرُجين, زورجين, زارجين, زُرجين, زُورجين, Zarchīn) är en ort i Iran.   Den ligger i provinsen Markazi, i den nordvästra delen av landet, 160 km sydväst om huvudstaden Teheran. Zūrjīn ligger 1 627 meter över havet och antalet invånare är 231.
Terrängen runt Zūrjīn är huvudsakligen kuperad, men åt sydost är den bergig. Terrängen runt Zūrjīn sluttar söderut. Runt Zūrjīn är det glesbefolkat, med 20 invånare per kvadratkilometer. Närmaste större samhälle är Qezeljeh, 17,2 km söder om Zūrjīn. Trakten runt Zūrjīn består i huvudsak av gräsmarker.